# Вилкинська сільська рада
Ви́лкинська сільська рада (рос. Вилкинский сельский совет) — сільське поселення у складі Юргамиського району Курганської області Росії.
Адміністративний центр — село Вилкино.
Населення сільського поселення становить 476 осіб (2017; 633 у 2010, 872 у 2002).

## Склад
До складу сільського поселення входять:
| Населений пункт      | Населення, осіб (2002) | Населення, осіб (2010) |
| -------------------- | ---------------------- | ---------------------- |
| Вилкино, село        | 548                    | 442                    |
| Кочегарова, присілок | 70                     | 39                     |
| Маяк, присілок       | 87                     | 25                     |
| Туманова, присілок   | 167                    | 127                    |